# Janet Leon
Janet Ava León (Gotemburgo, 19 de octubre de 1990) es una cantante y bailarina sueca y exmiembro de la banda Play. Su padre es iraní y su madre es española. Se adhirió al grupo pop sueco Play a finales de 2003, cuando recibió una llamada de teléfono del gerente de Play, Laila Bagge, después de que la cantante original Faye Hamlin dejara el grupo para centrarse en sus estudios. Janet conocía previamente a la miembro de la banda Anais Lameche.
También formó previamente parte de una banda de músicos amigos llamado "Walking Spanish" participando en festivales en toda Suecia. Habla  inglés y sueco. Janet recibió Play el puesto como cantante principal de Play. El primer álbum como parte de Play, Don’t Stop The Music, salió al mercado el 9 de marzo de 2004.
En 2009, su primer disco como solista, Janet, salió en Suecia. Su primer sencillo, Let Go fue la tercera canción en Suecia. Su segundo sencillo, Heartache on the Dancefloor, fue anunciado en los últimos meses del 2009.
En 2013, ella ha confirmado como una participante por Melodifestivalen, un festival de la canción en Suecia. Su tema Heartstrings, ha escrito por Fredrik Kempe y Anton Malmberg Hård af Segerstad.